# Małżeństwo aranżowane

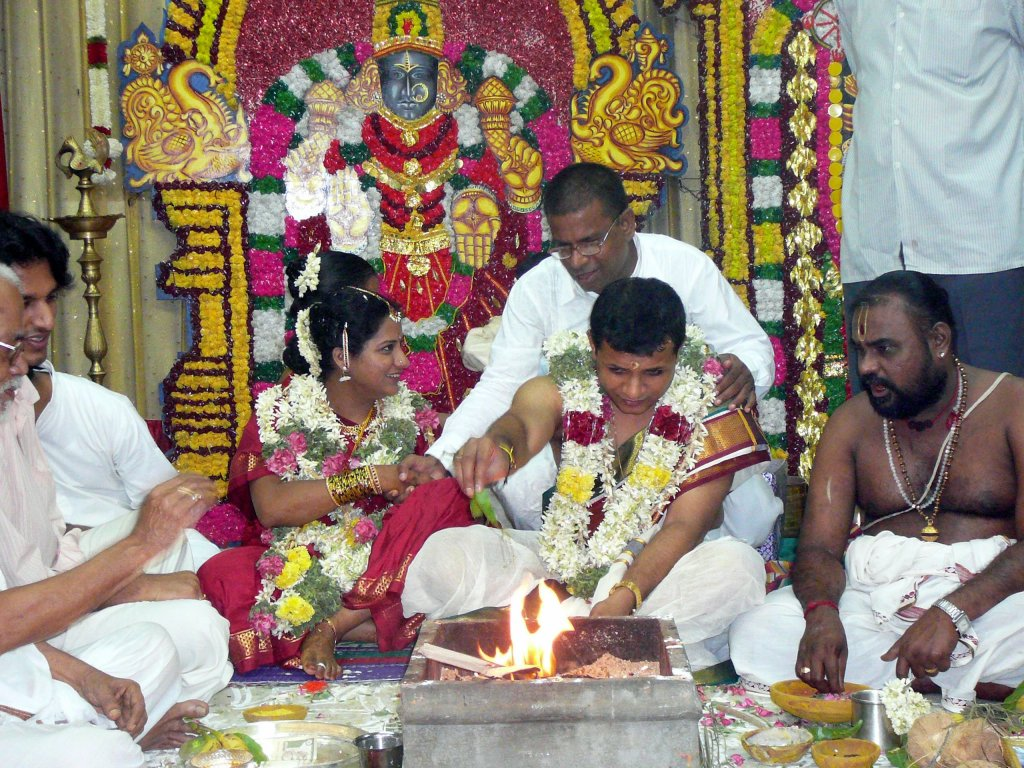
Hinduski ślub

Małżeństwo aranżowane (ang. arranged marriage) – rodzaj małżeństwa w społeczeństwach tradycyjnych, gdzie przyszły małżonek/małżonka jest wyszukiwany (wyszukiwana) przez rodziców, często z pomocą swata, astrologa itd. W zależności od społeczności zdanie osób bezpośrednio zainteresowanych nie jest brane pod uwagę, albo też w niewielkim stopniu.
Małżeństwa aranżowane do tej pory dominują m.in. w Indiach. Do początku XX w. były normą także w Europie i Japonii.